# Festival international du film d'histoire de Pessac
Le Festival international du film d'histoire de Pessac (Gironde, France) est un festival de cinéma organisé chaque année depuis 1990 autour d'une sélection thématique de films, d'une multitude de débats et de plusieurs compétitions de documentaires et de fictions.

## Historique
Le festival est créé en 1990 par Alain Rousset (président du festival et maire de Pessac à l'époque), par l'historien Jean-Noël Jeanneney (président d'honneur depuis l'origine) et par le journaliste Jean Lacouture ainsi que par une multitude de cinéastes et historiens dont l'objectif est de faire partager au public et à des individus issus du milieu du cinéma, des écrivains et des universitaires l'actualité à travers divers thèmes et la faire comprendre grâce au cinéma. C'est cette même année que s'ouvre la première édition du festival en même temps que le concours du scénario est créé. En 1993, le festival crée le Prix Pape Clément qui récompense l'œuvre d'un cinéaste. Deux ans plus tard, le Prix du documentaire historique est créé et récompense le meilleur film de l'année.
En 2004, le festival remet pour la première fois le Prix du film d’histoire attribué à un long métrage. 2005 est l'année où sont créées les deux récompenses suivantes : Prix du public et Prix étudiant du film d’histoire,. En 2010, le festival crée le prix du livre d'histoire du cinéma pour récompenser les essais de cinéma dans une thématique historique.

## Cérémonies
| Édition | Date                     | Thème(s)                                     | Prix du film d'histoire - catégorie fiction*                                      | Prix du film d'histoire - catégorie documentaire*                      |
| ------- | ------------------------ | -------------------------------------------- | --------------------------------------------------------------------------------- | ---------------------------------------------------------------------- |
| 1re     | 1990                     | Le Temps des colonies                        |                                                                                   |                                                                        |
| 2e      | 1991                     | La Guerre froide                             |                                                                                   |                                                                        |
| 3e      | 1992                     | La Femme au pouvoir                          |                                                                                   |                                                                        |
| 4e      | 1993                     | Révoltés et Résistants                       |                                                                                   |                                                                        |
| 5e      | 1994                     | Nos années 1960                              |                                                                                   |                                                                        |
| 6e      | 1995                     | Les Émigrants                                |                                                                                   | Retrouver Oulad Moumen d’Izza Genini                                   |
| 7e      | 1996                     | L'Argent                                     | Une République devenue folle. Rwanda, 1894-1994 de Luc de Heusch                  |                                                                        |
| 8e      | 1997                     | Des dieux et des hommes                      | ex aequo : - Monte Verità d’Henry Colomer - Thérèse Superstar de Rémi Mauger      |                                                                        |
| 9e      | 1998                     | Bilan du siècle                              | L’Odysée du coureur de fond de Jean-Christophe Rosé                               |                                                                        |
| 10e     | 1999                     | Le Bonheur                                   | Histoires d’otages : Beyrouth 1984-1991 de Mick Gold, Tim Pritchard et Phil Craig |                                                                        |
| 11e     | 2000                     | Le Pouvoir américain                         | Francisco Boix: un photographe en enfer de Llorenç Soler                          |                                                                        |
| 12e     | 2001                     | Au nom de la loi                             | Huntsville, la colonie pénitentiaire de Frédéric Biamonti et Olivier Lamour       |                                                                        |
| 13e     | 2002                     | L'Homme et la Mer                            | L’exil à Sedan de Michaël Gaumnitz                                                |                                                                        |
| 14e     | 2003                     | Les Fanatiques                               | Ralliés d’Adila Bennedjaï-Zou et Joseph Confavreux                                |                                                                        |
| 15e     | 2004                     | Médias et Démocratie, les ruses de la vérité | Omagh de Pete Travis                                                              | Camarades Gangsters, levez-vous !, d’Alexandru Solomon                 |
| 16e     | 2005                     | Europe, histoire d'une passion               | Bashing de Masahiro Kobayashi                                                     | La Prise du pouvoir par Vladimir Poutine de Tania Rakhmanova           |
| 17e     | 2006                     | Douce France                                 | La Faute à Fidel ! de Julie Gavras                                                | Cosa nostra de Marco Turco                                             |
| 18e     | 2007                     | Liberté, liberté chérie                      | Et puis les touristes de Robert Thalheim                                          | L’aventure MSF de Patrick Benquet et Anne Vallaeys                     |
| 19e     | 2008                     | 1914-1919 : La Guerre et la Paix             | Pour un instant, la liberté d’Arash T. Riahi                                      | L’Enfer de Matignon de Philippe Kohly                                  |
| 20e     | 2009                     | Il était une fois le communisme              | Vincere de Marco Bellocchio                                                       | L’Important c’est de rester vivant de Roshane Saidnattar               |
| 21e     | 2010                     | La Fin des colonies                          | Le Soldat dieu de Kōji Wakamatsu                                                  | Gaza-strophe, le jour d’après de Samir Abdallah et Khéridine Mabrouk   |
| 22e     | 2011                     | La Conquête du pouvoir                       | La Conspiration de Robert Redford                                                 | Tous au Larzac de Christian Rouaud                                     |
| 23e     | 2012                     | Les Années 70                                | Hannah Arendt de Margarethe von Trotta                                            | Công Binh, la longue nuit indochinoise de Lam Lê                       |
| 24e     | 2013                     | L'Inde et la Chine                           | Paradjanov de Serge Avédikian                                                     | Détroit, mes fantômes de Steve Faigenbaum                              |
| 25e     | 2014                     | L'Allemagne                                  | Le Labyrinthe du silence de Giulio Ricciarelli                                    | Guerre du Vietnam, au cœur des négociations secrètes de Daniel Roussel |
| 26e     | 31 mars - 3 avril 2016** | Un si Proche-Orient                          | Un jour comme un autre de Fernando León de Aranoa                                 | Et le bal continue de Georgui Balabanov                                |
| 27e     | 14 - 21 novembre 2016    | Culture et Liberté                           | Les Oubliés de Martin Zandvliet                                                   | La Passeuse des Aubrais de Michaël Prazan                              |
| 28e     | 20 - 27 novembre 2017    | So British!                                  |                                                                                   |                                                                        |
| 30e     | 18 - 25 novembre 2019    | Amérique latine, terres de feu               | La Vie invisible d'Eurídice Gusmão de Karim Aïnouz                                | Les Orphelins de Sankara de Géraldine Berger                           |
| 31e     | 15- 22 novembre 2021     | Le XIXe siècle, à toute vapeur !             | Le Diable n’existe pas de Mohammad Rasoulof                                       | Jean Genet, Notre-Père-des-Fleurs de Dalila Ennadre                    |
| 32e     | 14- 21 novembre 2022     | Masculin-Féminin, toute une histoire         | Metronom d’Alexandru Belc                                                         | Le Dieu de la mafia d’Anne Véron                                       |
| 33e     | 20 - 27 novembre 2023    | Notre Terre                                  |                                                                                   |                                                                        |
| 34e     | 19 - 24 novembre 2025    | Espagne Portugal                             |                                                                                   |                                                                        |

Les cases vides indiquent que le prix n'existe pas encore ou que les lauréats ne sont pas encore désignés.
* Pour les années de  la 6e à la 25e édition, seul le prix du jury est pris en compte dans le tableau. Pour la 26e édition, seul le prix du public est pris en compte, étant le seul existant.
** Le festival devait initialement se tenir du 16 au 23 novembre 2015 mais fut reporté pour des raisons de sécurité à la suite d'attentats terroristes survenus à Paris.